# СКА-Свердловск
«СКА-Свердло́вск» — клуб по хоккею с мячом из Екатеринбурга.

## Названия
- ОДО (Окружной дом офицеров)
- ОСК (Окружной спортивный клуб)
- СКВО (Спортивный клуб военного округа)
- СКА (Спортивный клуб армии)
- «СКА-Изолитэлектромаш»
- «СКА-Зенит»
- «СКА-Бенди»
- СМК (Супермаркет «Кировский»)
- «СКА-Свердловск»

## Клубные цвета
| Красный | Синий |

## История
История клуба началась в 1935 году, когда при Окружном доме офицеров была создана команда по хоккею с мячом. В послевоенные годы команда вышла на лидирующие позиции в отечественном бенди, одержав в 1950 году свою первую победу в чемпионате СССР. Всего под названиями ОДО, ОСК, СКВО, свердловский коллектив одержал 5 побед в чемпионатах страны. С 1959 года команда стала носить привычное название СКА (Свердловск). Шестидесятые годы ознаменовались новыми победами. Сезоны 1962, 1965/66, 1967/68, оказались успешными для армейского клуба.
В сезоне 1973/1974, обойдя в турнирной таблице московских динамовцев, армейцы одержали свою последнюю победу в чемпионатах СССР.
В сезоне 1974/1975 хоккеисты СКА одержали победу в первом розыгрыше Кубка европейских чемпионов.
В 1994 году команда одержала победу в Высшей лиге чемпионата России. А в розыгрыше Кубка европейских чемпионов 1994 года, СКА добрался до финала, но уступил шведскому «Вестеросу».
По итогам сезона 2008/2009 команда выбыла из Высшей лиги в Первую лигу.
В чемпионатах страны команда участвовала 60 раз (1950—2009).
- 1388 матчей: 727 побед, 188 ничьих, 473 поражения.
- Разность мячей: 5508 — 4405.

## Достижения

### Национальные чемпионаты
Чемпионат СССР по хоккею с мячом
- Чемпион (11): 1950, 1953, 1955/56, 1957/58, 1958/59, 1959/60, 1962, 1965/66, 1967/68, 1970/71, 1973/74[1].
- Серебряный призёр (8): 1951, 1954/55, 1956/57, 1960/61, 1962/63, 1964/65, 1966/67, 1968/69[1].
- Бронзовый призёр (5): 1952, 1963/64, 1969/70, 1974/75, 1989/90[1].

Кубок СССР
- Финалист (1): 1953[1].

Чемпионат СНГ по хоккею с мячом
- Серебряный призёр (1): 1991/92[1].

Чемпионат России по хоккею с мячом
- Чемпион (1): 1993/94[1].

Кубок России
- Финалист (1): 1994/95[1].

Чемпионат России по ринк-бенди
- Чемпион (2): 1993, 1996[1].
- Серебряный призёр (1): 2005[1].
- Бронзовый призёр (1): 1995[1].

### Еврокубки
Кубок европейских чемпионов
- Обладатель (1): 1974[1].
- Финалист (1): 1994[1].

Кубок мира по ринк-бенди
- Финалист (1): 1991[1].

### Другие
Jolly Jazz Cup
- Обладатель (1): 1997[1].

## Статистика и рекорды

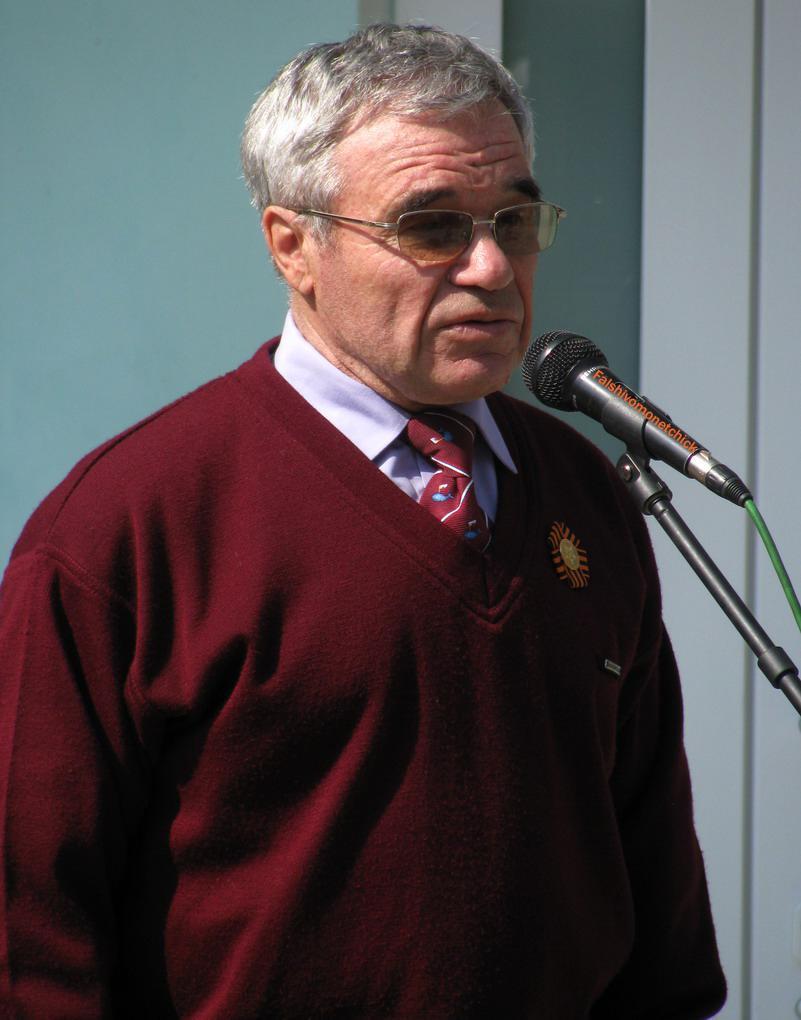
Николай Дураков, в 2000 году признан лучшим хоккеистом XX века

В список «лучших игроков сезона» в разное время входили 35 представителей СКА:
- Н. Дураков — 12 раз.
- А. Измоденов, В. Шеховцов — по 9.
- В. Эйхвальд — 7.
- В. Атаманычев, В. Хардин, С. Топычканов — по 6.
- А. Сивков — 5.
- Ю. Варзин — 4.
- А.Голубев, С. Ковальков, А. Ямцов — по 3.
- Ю. Коротков, Е. Горбачев, В. Ордин, В. Тарасевич, В. Коровин, В. Мамочкин, Е.Опытов,  О. Хайдаров -  по 2.
- Н. Назаров, М. Осинцев, Ю. Школьный, В. Симонов, Е. Великанов, А. Цыганов, О. Ерастов, С. Ин-Фа-Лин, Л. Жаров, В. Нужный, Александр Дрягин, О. Пшеничный, А. Братцев, А. Санников, М. Чермных — по 1.

Лучшими игроками сезона в своем амплуа признавались четыре хоккеиста СКА:
- С. Топычканов — защитник (1993—1995) — 3.
- Н. Дураков — полузащитник (1970—1971) — 2.
- А. Ямцов — нападающий (1994—1995) — 2.
- В. Нужный — вратарь (1995) — 1.

### Рекорды
- Самый результативный матч — 22 гола (с «Родиной» (Киров) — 22:0 в Екатеринбурге)
- Самый результативный тайм — 14 голов (с «Родиной» (Киров) — 14:0 в Екатеринбурге)
- Самая крупная победа — 22:0 (1994 — «Родина» (Киров) в Екатеринбурге)
- Самое крупное поражение — 0:15 (08.02.2009 — «Енисей» (Красноярск) в Красноярске)
- Самый крупный выигрыш тайма — 14:0 (1994 — «Родина» (Киров) в Екатеринбурге)
- Самый крупный проигрыш тайма — 0:9 (08.02.2009 — «Енисей» (Красноярск) в Красноярске).

## Главные тренеры
| Имя                 | Гражданство | Начало работы | Окончание работы   | Соревнование |
| ------------------- | ----------- | ------------- | ------------------ | ------------ |
| Михаил Созинов      | СССР        |               |                    | Высшая       |
| Дмитрий Дитятев     | СССР        |               | 1952               | Высшая       |
| Иван Балдин         | СССР        | 1953          | 1965               | Высшая       |
| Феоктист Коптелов   | СССР        | 1966          | 1967               | Высшая       |
| Игорь Малахов       | СССР        | 1968          | 1972               | Высшая       |
| Валентин Атаманычев | СССР        | 1973          | 1977               | Высшая       |
| Игорь Малахов       | СССР        | 1978          | 1981               | Высшая       |
| Валентин Хардин     | СССР        | 1982          | 1985               | Высшая       |
| Александр Сивков    | СССР        | 1986          | 1988               | Высшая       |
| Валерий Эйхвальд    | СССР        | 1989          | 1999               | Высшая       |
| Сергей Пискунов     | Россия      | 2000          | 2000               | Высшая       |
| Евгений Выборов     | Россия      | 2001          | 2001               | Высшая       |
| Сергей Пискунов     | Россия      | 2001          | 2001               | Высшая       |
| Олег Полев          | Россия      | 2002          | 2002               | Высшая       |
| Сергей Пискунов     | Россия      | 2002          | 2002               | Высшая       |
| Валерий Эйхвальд    | Россия      | 2003          | 2009               | Высшая       |
| Сергей Пискунов     | Россия      | 2010          | по настоящее время | Первая       |

## Известные игроки
Чемпионами мира в разные годы становились:
| - Валентин Атаманычев - Николай Дураков (в 2000 году признан лучшим хоккеистом XX века) - Александр Измоденов - Валентин Хардин - Виктор Шеховцов - Михаил Осинцев - Юрий Варзин | - Анатолий Голубев - Николай Назаров - Анатолий Шаклеин - Юрий Школьный - Евгений Горбачёв - Владимир Тарасевич - Александр Сивков - Валерий Эйхвальд |

## Стадион
Исторически игры чемпионата СССР и России «СКА-Свердловск» проводил на большой арене Центрального стадиона. В связи с реконструкцией стадиона команде пришлось выступать в Первоуральске.
Домашняя арена клуба — «Уральский трубник» (6000 мест).